# 清华学堂
清华学堂是清华大学最早的教學樓，清华早期建筑之一，始建于1909年，1911年完工投入使用。

## 建築風格
清华学堂位于清华大礼堂大草坪的东南方，總建築面積4650平方公尺，是一座二层青砖红瓦楼房，磚木結構。建築風格為德国古典风格，坡頂陡起，西南與東南角樓為「孟莎式」屋頂。楼正面和顶墙为白色，其它部分一律是灰色青砖，颜色对比简洁明快，线条清晰自然。
清華學堂由美籍奥地利人埃米尔·斐士（Emil Sigmund Fischer）負責設計與經營建造，建設承包商為順泰洋行。
大门上正额端书“清华学堂”四字是清末文淵閣大學士军机大臣那桐于1911年所题，上款為「宣統辛亥」、下款為「那桐」，选清华园为清華校址就是他於外务部中堂尚書任內批准的。

## 历史
清华学堂分两期工程建成，从南爿中间木质小楼梯为界，以西建于1909年至1911年，以东建于1916年，完工於1918年，总面积约4,650平方米。。
建校初期，清华学堂西半部用作高等科（High School）與大學部教室、學生會與孔教會會址，东半部落成后，與西半部圍成U形平面，作为高等科四年级毕业班的学生宿舍，所以清华学堂也被称作“高等科”或“一院大楼”（Recitation Building）、“一院”。1949年以前，学校的总领导机构大都设在清華學堂西半部，部分设于工字厅。
1925年起，清华大学在清华学堂增设国学研究院，著名的国学“四大导师”——梁启超、王国维、陈寅恪、赵元任，著名考古学家李济、文学家吴宓在此任教，培养了整整一代国学人才，清华学堂这座建筑也平添浓重的国学文化色彩。施晃在清华大学时曾于清华学堂楼内75号房间组织工读团，工读团的各种劳作工场也设于其中。
1950年代初期，西半部仍是校委会办公场所，东半部几个房间曾是中共清华党总支办公场所。1953年，建筑系（系主任梁思成）迁入此楼，用作建筑系馆。大楼的门厅和长廊布满名画奇雕，一派文艺氛围。
文化大革命期間，清華學堂遭到破壞，險些全毀，門窗、地板被拆的雜亂不堪。文革結束後，在校长刘达決定修復學堂，1977年開始大力修復。 1978年底，清華基建处许大华等人经丈量，重新绘制了清华学堂建筑图。
1980年代，清華學堂成為精密儀器系工程製圖教研組辦公室，同時為公用製圖教室。
1990年代末，清华校教务处迁入东半部，成为全校学生返校注册的必到之处；校研究生部迁入西半部。之後，清華學堂成為教務處、研究生院、科技處、註冊中心等校辦機關工作場所。
清華百年校慶前，建築系與土木系與建築設計院完成了學堂建築修繕加固方案，為學堂人才計畫做準備。
2011年4月14日，清华学堂成為學堂人才培养计划的专用教学场所。如今，清華學堂也提供全校作為教室、自習、展開學生活動的場所。

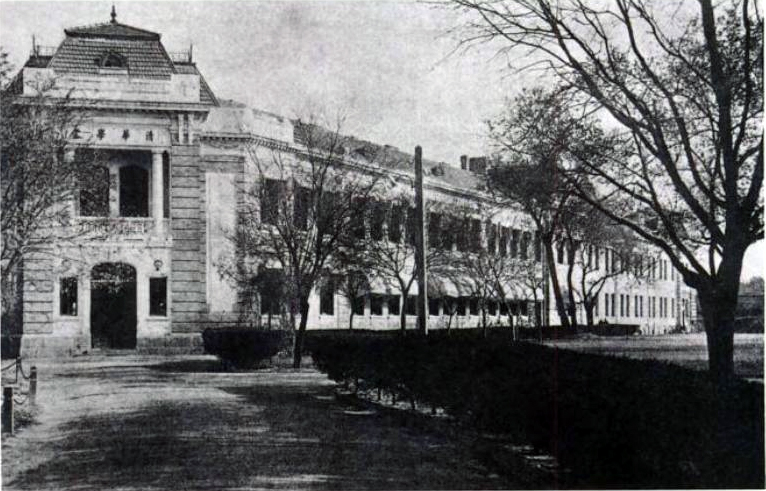
清华学堂（1918年东扩后）
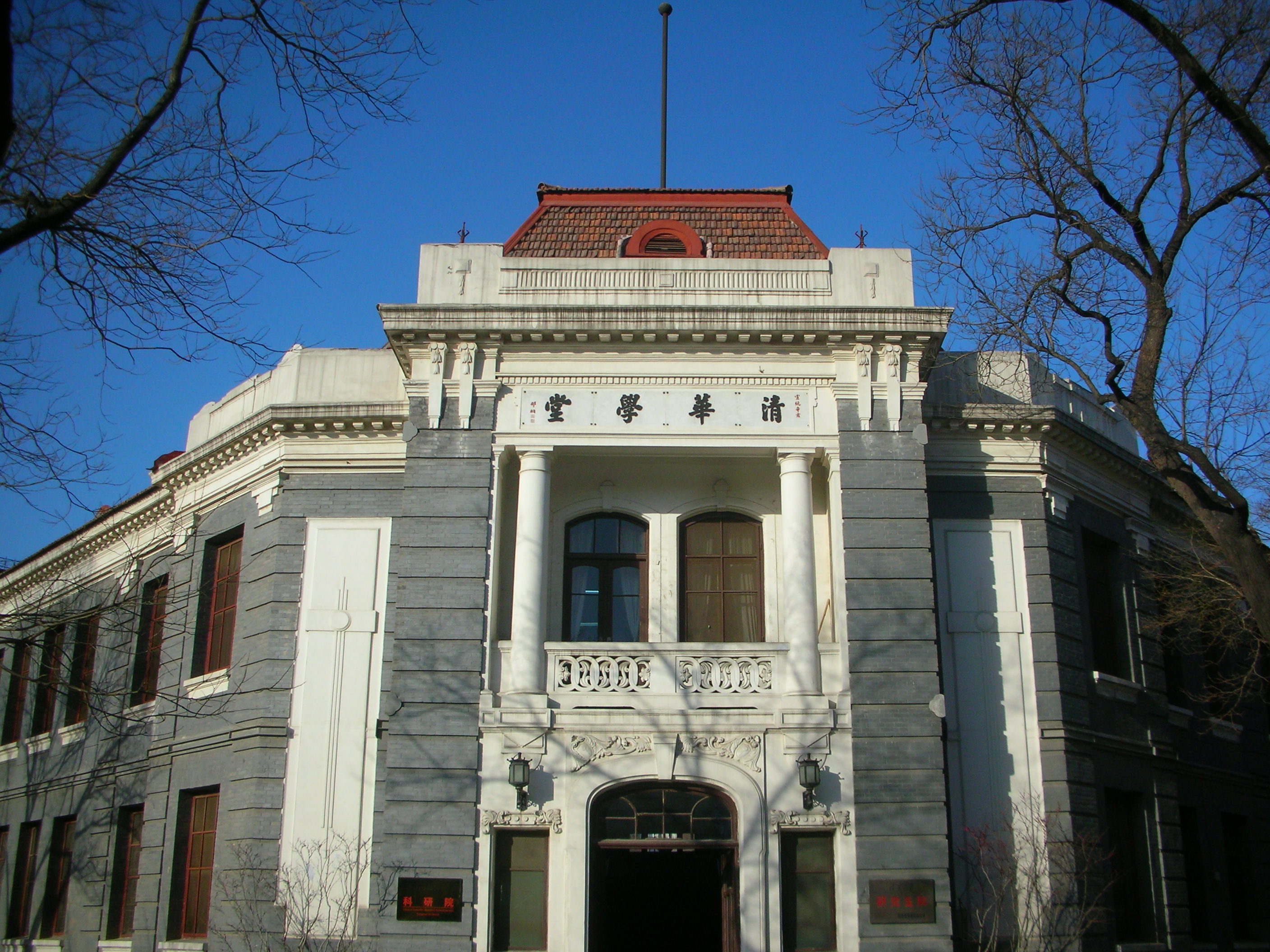
清华学堂（2007年摄）
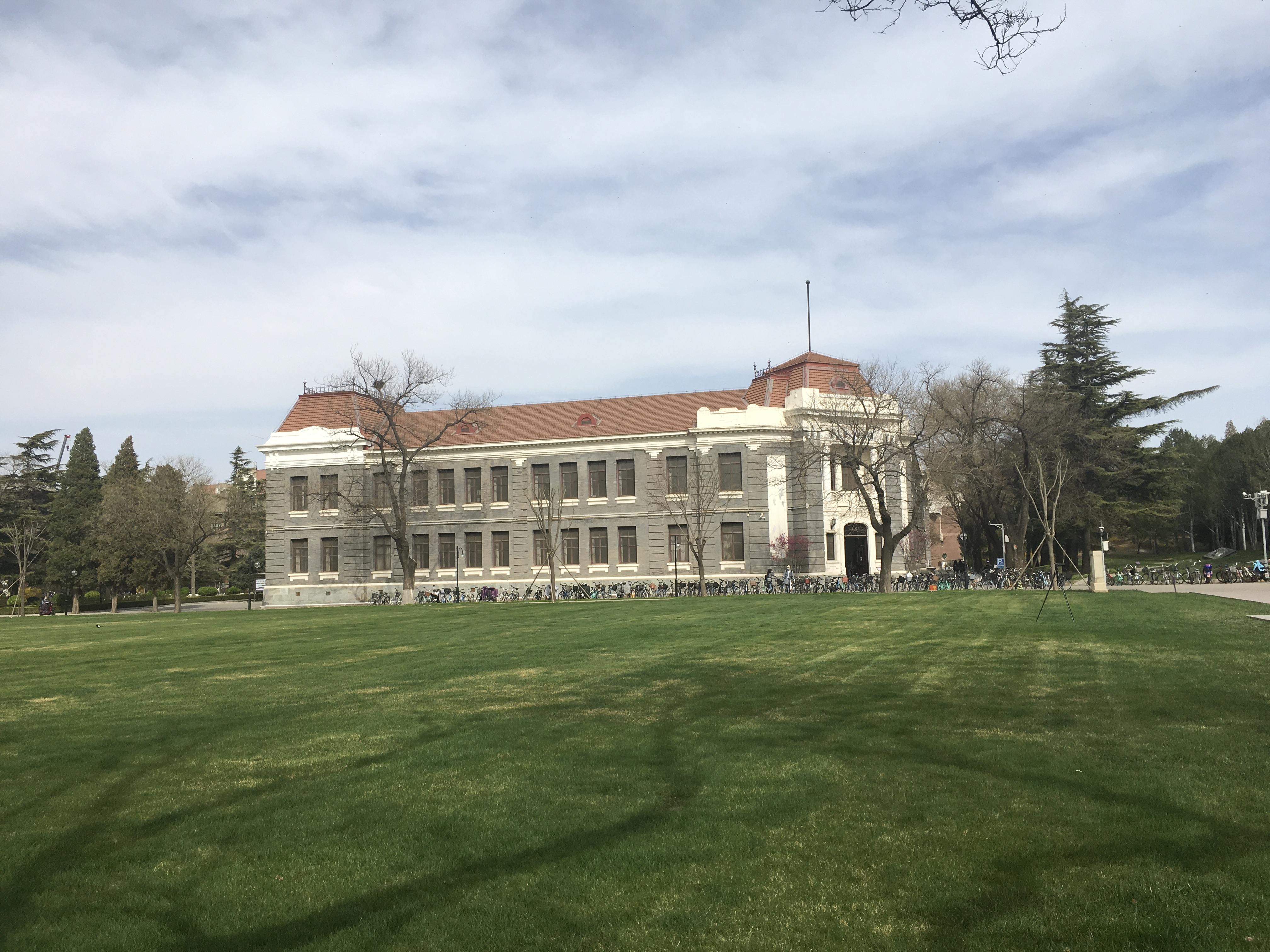
清华学堂（2021年摄）

## 文物保護
2001年，清华学堂作为“清华大学早期建筑”的一部分被列为第五批全国重点文物保护单位，序号5-476。2010年11月13日凌晨1点左右，清华学堂修缮工地起火，過火面積約800平方米，44辆消防车、308名消防官兵出动，于3时15分扑灭，无人员伤亡。清华学堂东侧屋顶烧毁严重，内部木质结构有超过三分之一彻底焚毁，但主結構未被毀壞。2011年4月14日修繕完工。2016年被列入為“首批中国20世纪建筑遗产”。